# GlassCorp
GlassCorp Buzău este o companie producătoare de sticlă din România.
A fost înființată în anul 2005 (cu numele inițial de Geamuri SA) și este deținută în proporție de 90% de către vehicolul de investiții Nordexo, ai cărei proprietari sunt oamenii de afaceri Horia Simu și Horia Pitulea.
Capacitatea de producție a fabricii GlassCorp se ridică, la 200.000 de parbrize pe an și peste 1.000.000 mp de geam securizat pentru industria mobilei și electrocasnicelor.